# برج یینگلی
برج یینگلی (انگلیسی: Yingli Tower) ساختمان اداری ۶۵ طبقه مستقر در شهر چونگ‌کینگ، چین است، که در سال ۲۰۱۲ احداث گردید.